# Сенегальцы во Франции
Сенегальцы во Франции представлены эмигрантами и их потомками, которые живут и работают во Франции.

## История

### До Второй Мировой войны
До Второй Мировой войны сенегальцы составляли значимое меньшинство во Франции. Первыми сенегальцами во Франции были сенегальские стрелки, которые служили во Франции в межвоенный период и решили остаться в стране после войны. В портах Франции также работали сенегальские штурманы, а во французских университетах учились сенегальские студенты. Также в то время среди французов пользовались определенным успехом слуги из сенегальцев.

### После второй мировой войны
С конца 19 до начала 20 века долина Сенегала испытала огромное влияние смены климата. Из-за слабого промышленного развития Сенегала, многие сенегальцы ринулись во Францию за работой. Первая волна эмиграции, подобно многим другим в Черной Африке, происходила в 1964 году.

## Известные представители
- Патрик Виейра, футболист
- Айса Майга, актриса
- Бенжамен Менди, футболист
- Мохаммед Сулла, хип-хоп исполнитель
- Джибриль Сидибе, футболист
- Омар Си, актер
- Рама Яде, политик
- Гомис Бафетимби, футболист